# Ochropleura ignota
Ochropleura ignota là một loài bướm đêm trong họ Noctuidae.